# 거리화 가능 공간
일반위상수학에서 거리화 가능 공간(距離化可能空間, 영어: metrizable space)은 어떤 거리 공간과 위상동형인 위상 공간이다. 어떤 위상 공간이 거리화 가능 공간인지를 구별하는 것은 일반위상수학의 중요한 문제이다.

## 정의

### 거리화
거리화 가능 공간은 다음 조건을 만족시키는 위상 공간 {\displaystyle (X,{\mathcal {T}})}이다.
- {\displaystyle (X,{\mathcal {T}})}는 {\displaystyle X} 위의 어떤 거리 함수 {\displaystyle d}로부터 유도되는 거리 위상과 일치한다.

어떤 위상 공간이 거리화 가능 공간인지를 구하는 문제를 거리화 문제라고 한다. 이 문제는 일반위상수학의 중요한 문제 중 하나이다.
국소 거리화 가능 공간(局所距離化可能空間, 영어: locally metrizable space)은 다음 조건을 만족시키는 위상 공간 {\displaystyle (X,{\mathcal {T}})}이다.
- 모든 점 {\displaystyle x}에 대하여, 거리화 가능 공간인 열린 근방 {\displaystyle U_{x}\ni x}가 존재한다.

모든 거리화 가능 공간은 국소 거리화 가능 공간이지만, 그 역은 일반적으로 성립하지 않는다.

### 유사 거리화
집합 {\displaystyle X} 위의 유사 거리 함수(영어: pseudometric) {\displaystyle d\colon X^{2}\to [0,\infty )}는 다음 조건들을 만족시키는 함수이다.
- {\displaystyle d(x,x)=0\qquad \forall x\in X}
- (대칭성) {\displaystyle d(x,y)=d(y,x)\qquad \forall x,y\in X}
- (삼각 부등식) {\displaystyle d(x,y)+d(y,z)\geq d(x,z)\qquad \forall x,y,z\in X}

그러나 {\displaystyle d(x,y)=0\implies x=y}일 필요는 없다. 유사 거리 공간에는 거리 공간과 유사하게 위상을 부여할 수 있다.
위상 공간 {\displaystyle X}에 대하여 다음 두 조건이 서로 동치이다.
- {\displaystyle X}의 위상을 유도하는 유사 거리 함수가 존재한다.
- {\displaystyle X}의 콜모고로프 몫공간은 거리화 가능 공간이다.

### 완비 거리화
완비 거리화 가능 공간(完備距離化可能空間, 영어: completely metrizable space)은 다음 조건을 만족시키는 위상 공간 {\displaystyle (X,{\mathcal {T}})}이다.
- {\displaystyle (X,{\mathcal {T}})}는 {\displaystyle X} 위의 어떤 완비 거리 함수 {\displaystyle d}로부터 유도되는 거리 위상과 일치한다.

국소 완비 거리화 가능 공간(局所完備距離化可能空間, 영어: locally completely metrizable space)은 다음 조건을 만족시키는 위상 공간 {\displaystyle (X,{\mathcal {T}})}이다.
- 모든 점 {\displaystyle x}에 대하여, 완비 거리화 가능 공간인 열린 근방 {\displaystyle U_{x}\ni x}가 존재한다.

## 성질
거리화 가능성의 필요 조건 및 충분 조건들은 다음과 같다. 이렇게 거리화에 관련된 조건을 제시하는 정리를 거리화 정리(距離化定理, 영어: metrization theorem)라고 한다.

### 필요 조건
모든 거리화 가능 공간은 다음 성질을 만족시킨다.
- 하우스도르프 공간이다.
- 완전 정규 공간이다.
- 제1 가산 공간이다.
- 무어 공간이다.
- (스톤의 정리 영어: Stone’s theorem) 파라콤팩트 공간이다.

모든 유사 거리화 가능 공간은 완비 정칙 공간이며, 완전 정규 공간이며, 제1 가산 공간이며, 파라콤팩트 공간이다. (그러나 콜모고로프 공간이 아닐 수 있다.)

### 충분 조건
다음 공간들은 항상 거리화 가능 공간이다.
- (우리손 거리화 정리 영어: Urysohn metrization theorem) 제2 가산 정칙 하우스도르프 공간
- 가산 생성 이진 콤팩트 공간(영어: dyadic compactum, 이진 콤팩트 공간 = 곱공간 {\displaystyle \{0,1\}^{\kappa }}의 연속적 상인 위상 공간)[1]:39, Problem 359

### 필요 충분 조건
어떤 위상 공간 {\displaystyle X}에 대하여, 다음 조건들이 서로 동치이다.
- {\displaystyle X}는 거리화 가능 공간이다.
- (스미르노프 거리화 정리 영어: Smirnoff metrization theorem) {\displaystyle X}는 파라콤팩트 공간이며, 하우스도르프 공간이며, 국소 거리화 가능 공간이다.
- (빙 거리화 정리 영어: Bing metrization theorem) {\displaystyle X}는 정칙 공간이며, σ-국소 이산 기저를 갖는다.
- (나가타-스미르노프 거리화 정리 영어: Nagata–Smirnoff metrization theorem) {\displaystyle X}는 정칙 공간이며, σ-국소 유한 기저를 갖는다.

우리손 거리화 정리를 다음과 같이 강화시킬 수 있다. 임의의 분해 가능 공간 {\displaystyle X}에 대하여, 다음 두 조건이 서로 동치이다.
- {\displaystyle X}는 거리화 가능 공간이다.
- {\displaystyle X}는 제2 가산 공간이며 정칙 공간이다.

이는 다음과 같이 증명할 수 있다. 제2 가산 공간인 정칙 공간은 힐베르트 공간의 부분공간과 위상적으로 동형이다. 또 힐베르트 공간은 거리 공간이며 제2 가산 공간이다. 따라서 힐베르트 공간의 어떤 부분공간도 제2 가산 공간이므로, 분해 가능 공간이다. 마지막으로 거리 공간은 정규 공간이며, 정규 공간은 정칙 공간이고, 거리화 가능 공간 위에서 분해 가능성과 제2 가산성은 동치이므로 결론을 얻는다.
콤팩트 하우스도르프 공간 {\displaystyle X}에 대하여, 다음 두 조건이 서로 동치이다.
- {\displaystyle X}는 거리화 가능 공간이다.
- {\displaystyle X}는 제2 가산 공간이다.

## 예
이산 공간은 이산 거리 함수
{\displaystyle d(x,y)={\begin{cases}1&x\neq y\\0&x=y\end{cases}}}
에 의하여 거리화 가능 공간이다.
크기 2 이상의 비이산 공간은 거리화 가능 공간이 아니지만, 다음과 같은 유사 거리 함수에 의하여 유사 거리화 가능 공간이다.
{\displaystyle d(x,y)=0}
모든 파라콤팩트 국소 유클리드 공간은 유사 거리화 가능 공간이며, 모든 다양체(=파라콤팩트 하우스도르프 국소 유클리드 공간)은 거리화 가능 공간이다. 그러나 다양체가 완비 거리화 가능 공간일 필요는 없다.

## 역사
우리손 거리화 정리는 우리손이 아니라 안드레이 티호노프가 증명했지만, 관련 주제에 대한 업적을 기려 우리손의 이름이 붙어 있다. 실제로 우리손이 증명한 것은 '어떤 위상 공간이 제2 가산 공간이고 동시에 정규 공간일 때 거리화 가능'하다는 정리였고, 티호노프는 이를 일반화하였다.
스톤의 정리는 미국의 수학자 마셜 하비 스톤이 증명하였다.
나가타-스미르노프 거리화 정리는 러시아의 유리 미하일로비치 스미르노프(러시아어: Ю́рий Миха́йлович Смирно́в)와 일본의 나가타 준이치가 증명하였다. 이들은 우리손의 거리화 정리의 역 형식에서 분해 가능성 조건을 빼고 필요 충분 조건을 일반화하였다. 이 정리의 증명은 몇 단계로 이루어질 수 있는데, 그 중 중요한 수순으로 무어 공간의 개념을 이용하는 경우가 있다.
나가타-스미르노프 거리화 정리의 발표와 유사한 시기에 미국의 수학자 아르에이치 빙이 유사한 형식의 빙 거리화 정리를 발표하였다. 이 두 정리를 통칭하여 빙-나가타-스미르노프 거리화 정리라고도 한다. 증명 도중에 무어 공간을 사용하는 경우가 있다는 점에서 나가타-스미르노프 거리화 정리와 유사하다.

## 참고 문헌
- 박대희; 안승호 (2013). 《위상수학》 3판. 경문사. ISBN 978-89-6105-668-7. 2014년 11월 29일에 원본 문서에서 보존된 문서. 2014년 11월 15일에 확인함.
- 김승욱 (2004). 《위상수학: 집합론을 중심으로》 2판. 경문사. ISBN 89-7282-587-5. 2014년 11월 29일에 원본 문서에서 보존된 문서. 2014년 11월 15일에 확인함.
- Munkres, James R. (2000). 《Topology》 (영어) 2판. Prentice Hall. ISBN 978-0-13-181629-9. MR 0464128. Zbl 0951.54001.
- Nagata, Jun-iti (1985). 〈A survey of metrization theory〉.   James, I. M.; Kronheimer, E. H. 《Aspects of topology: in memory of Hugh Dowker 1912–1982》 (영어). Cambridge University Press. 113–126쪽. doi:10.1017/CBO9781107359925.005. ISBN 978-052127815-7.
- Hodel, R. E. (1974). 〈Some results in metrization theory, 1950–1972〉.   Dickman, Raymond F., Jr.; Fletcher, Peter. 《Topology conference, Virginia Polytechnic Institute and State University, March 22–24, 1973》. Lecture Notes in Mathematics (영어) 375. Springer-Verlag. 120–136쪽. doi:10.1007/BFb0064018. ISBN 978-3-540-06684-2. ISSN 0075-8434.
- Gruehage, Gary (2014). 〈Generalized metrizable spaces〉 (PDF).   Hart, K. P.; Hušek, Jaroslav; van Mill, Jan. 《Recent progress in general topology III》 (영어). Atlantis Press. 471–505쪽. doi:10.2991/978-94-6239-024-9_10. ISBN 978-94-6239-023-2. Zbl 1314.54001.
- Gruehage, Gary (2002). 〈Metrizable spaces and generalizations〉 (PDF).   Hušek, Jaroslav; van Mill, Jan. 《Recent progress in general topology II》 (영어). North-Holland. 201–225쪽. ISBN 978-044450980-2. Zbl 1029.54036.

## 같이 보기
- 알렉산드로프 콤팩트화
- 파라콤팩트 공간